# Emmanuelle Chriqui
Emmanuelle Sophie Anne Chriqui (Montreal, 10 de desembre de 1975) és una actriu canadenca d'origen marroquí sefardita, que ha actuat tant en cinema com en televisió. El seu paper a la sèrie Entourage de la HBO com Sloan i Unscripted com ella mateixa, juntament amb dues aparicions a The OC com Jodie, han augmentat la seva visibilitat i la seva popularitat al món de l'espectacle. El maig de 2006, la revista Maxim la va situar al lloc 37 a la seva llista anual Hot 100.

## Biografia

### Infantesa
Emmanuelle Chriqui (/ᵻˈmænjuːl ˈʃriːki/ pronunciat similar a l'anglès shreeky) és filla de jueus sefardites procedents d'immigrants marroquins. La seva mare va néixer a Casablanca i el seu pare a Rabat. Chriqui té parents a Israel i va ser educada en judaisme ortodox sefardita.
Chriqui té un germà gran, Serge, i una germana gran, Laurence. Quan amb prou feines tenia 2 anys, la seva família es va traslladar a Toronto (Ontario). Ella va créixer a Unionville (Markham), un suburbi al nord-oest de la ciutat. Sent nena, va fer classes d'interpretació que li va pagar el germà gran. Chriqui va assistir a classes d'actuació dramàtica a la Unionville High School. Després de finalitzar l'ensenyament secundari, Emmanuelle va decidir continuar la seva carrera d'actriu.

### Carrera
Chriqui va començar a actuar als 10 anys en anuncis de la cadena de restaurants McDonald's. Es va traslladar a Vancouver a mitjans dels 90 sent estrella convidada en sèries com Are You Afraid of the Dark?, Forever Knight, Onze a Thief i Psi Factor: Chronicles of the Paranormal. La seva primera actuació a Hollywood va ser en un paper secundari a Detroit Rock City (1999). Posteriorment va aparèixer en pel·lícules com 100 Girls, On the Line i In the Mix. Va protagonitzar al costat de Cameron Douglas la pel·lícula National Lampoon's Adam &amp; Eve, fent el paper d'una sexy i virginal Eva. El 2008 va participar en la pel·lícula You Don't Mess with the Zohan, on va interpretar Dalia, una immigrant palestina que viu a Nova York, i de la qual s'enamora el personatge d'Adam Sandler.
Mentre la seva carrera al cinema anava progressant, encara tenia el temps per fer papers per a televisió. Va aparèixer a l'exitosa sèrie Entourage interpretant a Sloan McQuewick i va fer d'una sexy extra al show Unscripted. També ha estat estrella convidada a diversos programes de televisió.
Chriqui va ser nominada com a Millor Actriu en els premis DVD Exclusive per la seva actuació en 100 Girls i va ser nominada, amb Lance Bass, als premis Choice Liplock Teen Choice per On the Line. A més, va guanyar el Premi Standout d'interpretació als Joves Premis de Hollywood. El 2009 va aparèixer a la cinta de comèdia Woman in Trouble.
Al gener de 2010 és triada com "la dona més desitjada de l'any", segons la pàgina web AskMen.com ; llista en la qual va estar seguida pel model Marisa Miller en segon lloc i l'actriu Kate Beckinsale en tercer.

### Vida personal
Emmanuelle Chriqui manté una relació sentimental amb Adrian Bellani des del 2014.

## Filmografia
| Año          | Título                                   | Rol                         | Notas                                                           |
| ------------ | ---------------------------------------- | --------------------------- | --------------------------------------------------------------- |
| 1995         | Kung Fu: The Legend Continues            | Bumper                      | Televisión (1 ep.)                                              |
| 1995         | Harrison Bergeron                        | Jennie                      | Telefilm                                                        |
| 1995         | Forever Knight                           | Jude Deshnel                | Televisión (1 ep.)                                              |
| 1995         | The Donor                                | Patty                       | Vídeo                                                           |
| 1996         | Are You Afraid of the Dark?              | Amanda                      | Televisión (1 ep.)                                              |
| 1997         | PSI Factor: Chronicles of the Paranormal | Melissa                     | Televisión (1 ep.)                                              |
| 1997         | The Adventures of Sinbad                 | Serendib                    | Televisión (1 ep.)                                              |
| 1997         | Kyûketsuki Miyu                          | Hisae Aoki                  | Anime (14 ep.) Voz                                              |
| 1998         | Principal Takes a Holiday                | Roxanne                     | Telefilm                                                        |
| 1998         | Alien Abduction: Incident in Lake County | Renee Laurent               | Telefilm                                                        |
| 1998         | Once a Thief                             |                             | Televisión (1 ep.)                                              |
| 1998         | Futuresport                              | Gonzales                    |                                                                 |
| 1999         | Detroit Rock City                        | Barbara                     | Cero en conducta en España, Rockeros rebeldes en México         |
| 2000         | Ricky 6                                  | Lee                         |                                                                 |
| 2000         | Snow Day                                 | Claire Bonner               |                                                                 |
| 2000         | 100 Girls                                | Patty                       |                                                                 |
| 2003         | On the Line                              | Abbey                       |                                                                 |
| 2003         | Wrong Turn                               | Carly                       |                                                                 |
| 2003         | Rick                                     | La sufrida esposa del Duque |                                                                 |
| 2003         | Jake 2.0                                 | Theresa Carano              | Televisión (1 ep.)                                              |
| 2005         | The O.C                                  | Jodie                       | Televisión (2 ep.)                                              |
| 2005         | Candy Paint                              | Angela Martínez             |                                                                 |
| 2005         | Unscripted                               | Emmanuelle                  | Televisión (3 ep.)                                              |
| 2005         | Waiting                                  | Tyla                        |                                                                 |
| 2005         | The Crow: Wicked Prayer                  | Lilly                       |                                                                 |
| 2005         | National Lampoon's Adam &amp; Eve        | Eva                         |                                                                 |
| 2005         | In the Mix                               | Dolly                       |                                                                 |
| 2006         | Waltzin Anna                             | Jill                        |                                                                 |
| 2006         | Deceit                                   | Emily                       | Telefilm                                                        |
| 2007         | After Sex                                | Jordy                       |                                                                 |
| 2007         | Entourage                                | Sloan                       | Televisión (12 ep.)                                             |
| 2007         | After Sex                                | Jordy                       |                                                                 |
| 2007         | Cadillac Records                         | Revetta Chess               |                                                                 |
| 2008         | August                                   | Morela                      |                                                                 |
| 2008         | Zohan: Licencia para peinar              | Dalia                       |                                                                 |
| 2008         | Tortured                                 | Becky                       |                                                                 |
| 2009         | Saint John of Las Vegas                  | TBA                         |                                                                 |
| 2009         | Taking Chances                           | Lucy                        |                                                                 |
| 2010         | 13                                       | Aileen                      |                                                                 |
| 2011         | Kick Buttowski: Suburban Daredevil       | Voz de Kelly                |                                                                 |
| 2011         | 5 días de guerra                         | Tatia                       |                                                                 |
| 2011         | The Borgias                              | Sancha                      | "The French King", "Death, on a Pale Horse", "Nessuno (Nobody)" |
| 2011–2012    | Thundercats                              | Cheetara (voz)              | Serie de televisión                                             |
| 2012–2013    | Tron: Uprising                           | Paige (voz)                 |                                                                 |
| 2012         | El mentalista                            | Lorelei Martins             | Televisión (4 episodios)                                        |
| 2012         | Tron: Uprising                           | Paige                       |                                                                 |
| 2013-2014    | Cleaners                                 | Verónica                    | Protagonista                                                    |
| 2013         | The Ordained                             | Sam                         | Película para TV                                                |
| 2013         | Beware the Batman                        | Sapphire Stagg (voz)        | "Toxic"                                                         |
| 2014         | Men at Work                              | Sasha                       | "I Take Thee, Gibbs"                                            |
| 2014         | Beware the Batman                        | Sapphire Stagg (voz)        | "Monsters"                                                      |
| 2015         | Entourage                                | Sloan                       |                                                                 |
| 2015         | The Steps                                | Marla                       |                                                                 |
| 2015         | Killing Jesus                            | Herodías                    |                                                                 |
| 2015         | Murder in the First                      | Raphaelle 'Raffi' Veracruz  | Serie de televisión                                             |
| 2016         | Omphalos                                 | Alise Spiegelman            |                                                                 |
| 2016         | Shut Eye                                 | Gina                        | Serie de televisión                                             |
| 2018         | Super Troopers 2                         | Genevieve Aubois            |                                                                 |
| 2021-present | Superman & Lois                          | Lana Lang                   | Elenco principal                                                |